# Innocenzo Ferrieri
Innocenzo Ferrieri (Fano, 14 settembre 1810 – Roma, 13 gennaio 1887) è stato un cardinale italiano.

## Biografia
Innocenzo Ferrieri nacque a Fano il 14 settembre 1810. Compì i suoi studi a Macerata e quindi a Roma, ove si laureò in utroque jure. Quivi fu ordinato sacerdote nel 1834 ed ebbe successivi incarichi nella diplomazia vaticana, prima a Napoli poi nei Paesi Bassi.
Fu consacrato vescovo il 10 ottobre 1847 a Roma dal papa stesso che gli assegnò la sede titolare di Side, carica che tenne fino alla nomina cardinalizia. Proseguì la sua attività diplomatica come Nunzio apostolico in Belgio, poi nel Regno delle due Sicilie e poi ancora in Portogallo.
Papa Pio IX lo elevò al rango di cardinale nel concistoro del 13 marzo 1868, assegnandogli il titolo di cardinale presbitero di Santa Cecilia. Divenne Camerlengo del Sacro Collegio nel 1877, carica che tenne per circa due anni.
Partecipò al conclave del 1878 che elesse papa Leone XIII.
Morì il 13 gennaio 1887 all'età di 76 anni.

## Genealogia episcopale e successione apostolica
La genealogia episcopale è:
- Cardinale Scipione Rebiba
- Cardinale Giulio Antonio Santori
- Cardinale Girolamo Bernerio, O.P.
- Arcivescovo Galeazzo Sanvitale
- Cardinale Ludovico Ludovisi
- Cardinale Luigi Caetani
- Cardinale Ulderico Carpegna
- Cardinale Paluzzo Paluzzi Altieri degli Albertoni
- Papa Benedetto XIII
- Papa Benedetto XIV
- Cardinale Enrico Enriquez
- Arcivescovo Manuel Quintano Bonifaz
- Cardinale Buenaventura Córdoba Espinosa de la Cerda
- Cardinale Giuseppe Maria Doria Pamphilj
- Papa Pio VIII
- Papa Pio IX
- Cardinale Innocenzo Ferrieri

La successione apostolica è:
- Vescovo João de França Castro e Moura, C.M. (1862)
- Vescovo José Lino de Oliveira (1864)
- Vescovo José Luis Alves Feijo, O.SS.T. (1865)